# Unione Sportiva Triestina 1949-1950
Questa voce raccoglie le informazioni riguardanti l'Unione Sportiva Triestina nelle competizioni ufficiali della stagione 1949-1950.

## Stagione
Sempre sotto la guida di Nereo Rocco, nella stagione 1949-1950 della Serie A la società inaugura una fase di profondo rinnovamento per quanto riguarda il parco giocatori: se ne vanno giocatori un po' in la con gli anni, Tosolini, il portiere Striuli e Presca e giocatori che non hanno lasciato il segno la stagione precedente, Suozzi in primis. Per quanto riguarda gli arrivi, importanti sono gli innesti di Petagna dal Taranto e di Nuciari dalla SPAL, diverranno delle colonne della Triestina nel decennio successivo. altri arrivi di secondaria importanza sono l'inglese Adcock dal Padova, Petrozzi dal Tricesimo, Cantoni dall'Udinese e Vecchiet di ritorno dal prestito a Treviso.
È quasi una fotocopia della stagione precedente l'Unione 1949-50 ma parte bene, vincendo 2 a 1 in casa del Novara del vecchio bomber Piola, ma già alla seconda, stecca clamorosamente a Lucca, perdendo per ben 7 a 2. Poi buon pareggio con la Fiorentina e bella vittoria in casa con la quotata Inter di Lorenzi, Wilkes e Nyers (4 - 2 il risultato finale). Poi la squadra pareggia per cinque volte consecutive e vince a tavolino a Palermo, dove il pubblico invade il campo sull'1 a 1. Contro la Roma (2 - 2), c'è un quasi sciopero dei giocatori alabardati, in protesta con la società a causa dei loro stipendi troppo bassi. Per il resto altri risultati altalenanti: belle vittorie ma anche sonore batoste (sconfitte rilevanti con le due milanesi). Comunque l'ottavo posto finale non è da buttare via.
La squadra era passato dal mezzo sistema al sistema puro con Nuciari o Cantoni in porta, tipica difesa sistemista con Zorzin a destra, Grosso a sinistra e Blason al centro. A centrocampo quadrilatero composto da Giannini e Sessa arretrati, Trevisan e Peagna a fare da mezze ali. Tridente in attacco: ala destra Rossetti, ala sinistra Begni (o la sorpresa Boscolo) e centravanti Ispiro (con Adcock seconda scelta). Altri elementi della rosa utilizzati sono il terzo portiere Vitti, il vecchio capitano Radio (poche presenza per lui alla fine), Pison, Brandolisio, Petrozzi e Vecchiet. Mai scesi in campo Carraro e Claut. Venti giocatori utilizzati in totale, nessun sempre presente.

## Rosa
| N. |                   | Ruolo | Calciatore        |
| -- | ----------------- | ----- | ----------------- |
|    | Italia (bandiera) | P     | Gino Cantoni      |
|    | Italia (bandiera) | P     | Antonio Nuciari   |
|    | Italia (bandiera) | P     | Aldo Vitti        |
|    | Italia (bandiera) | D     | Ivano Blason      |
|    | Italia (bandiera) | D     | Pietro Grosso     |
|    | Italia (bandiera) | D     | Enrico Radio      |
|    | Italia (bandiera) | D     | Antonio Sessa     |
|    | Italia (bandiera) | D     | Corrado Zorzin    |
|    | Italia (bandiera) | C     | Fabio Brandolisio |
|    | Italia (bandiera) | C     | Euro Giannini     |
|    | Italia (bandiera) | C     | Francesco Petagna |

| N. |                        | Ruolo | Calciatore         |
| -- | ---------------------- | ----- | ------------------ |
|    | Italia (bandiera)      | C     | Cesare Presca      |
|    | Italia (bandiera)      | C     | Guglielmo Trevisan |
|    | Inghilterra (bandiera) | A     | Charles Adcock     |
|    | Italia (bandiera)      | A     | Mario Begni        |
|    | Italia (bandiera)      | A     | Enore Boscolo      |
|    | Italia (bandiera)      | A     | Bruno Ispiro       |
|    | Italia (bandiera)      | A     | Plinio Petrozzi    |
|    | Italia (bandiera)      | A     | Sergio Pison       |
|    | Italia (bandiera)      | A     | Licio Rossetti     |
|    | Italia (bandiera)      | A     | Guglielmo Vecchiet |

## Calciomercato
| Acquisti | Acquisti           | Acquisti         | Acquisti      |
| R.       | Nome               | da               | Modalità      |
| -------- | ------------------ | ---------------- | ------------- |
| P        | Gino Cantoni       | Udinese          | definitivo    |
| P        | Antonio Nuciari    | SPAL             | definitivo    |
| C        | Fabio Brandolisio  | Libertas Trieste | definitivo    |
| C        | Francesco Petagna  | Taranto          | definitivo    |
| A        | Charles Adcock     | Padova           | definitivo    |
| A        | Enore Boscolo      | Udinese          | definitivo    |
| A        | Plinio Petrozzi    | Tricesimo        | definitivo    |
| A        | Guglielmo Vecchiet | Treviso          | fine prestito |

| Cessioni | Cessioni         | Cessioni | Cessioni   |
| R.       | Nome             | a        | Modalità   |
| -------- | ---------------- | -------- | ---------- |
| P        | Bruno Bacchetti  | SPAL     | definitivo |
| P        | Guerrino Striuli | Taranto  | definitivo |
| C        | Cesare Presca    | Venezia  | definitivo |
| C        | Mario Tosolini   | Torino   | definitivo |
| A        | Renzo Suozzi     | Catania  | definitivo |

## Risultati

### Serie A

#### Girone di andata
| Novara 11 settembre 1949 1ª giornata | Novara | 1 – 2 | Triestina | Stadio Comunale |

| Lucca 18 settembre 1949 2ª giornata | Lucchese | 7 – 2 | Triestina | Stadio Porta Elisa |

| Trieste 25 settembre 1949 3ª giornata | Triestina | 1 – 1 | Fiorentina | Stadio Comunale |

| Trieste 2 ottobre 1949 4ª giornata | Triestina | 4 – 2 | Inter | Stadio Comunale |

| Torino 9 ottobre 1949 5ª giornata | Juventus | 3 – 0 | Triestina | Stadio Comunale |

| Trieste 16 ottobre 1949 6ª giornata | Triestina | 2 – 2 | Padova | Stadio Comunale |

| Bologna 20 ottobre 1949 7ª giornata | Bologna | 1 – 1 | Triestina | Stadio Comunale |

| Trieste 23 ottobre 1949 8ª giornata | Triestina | 1 – 1 | Como | Stadio Comunale |

| Bari 30 ottobre 1949 9ª giornata | Bari | 1 – 1 | Triestina | Stadio della Vittoria |

| Trieste 6 novembre 1949 10ª giornata | Triestina | 2 – 2 | Roma | Stadio Comunale |

| Palermo 13 novembre 1949 11ª giornata | Palermo | 0 – 2 | Triestina | Stadio La Favorita |

| Roma 20 novembre 1949 12ª giornata | Lazio | 2 – 0 | Triestina | Stadio Torino |

| Trieste 4 dicembre 1949 13ª giornata | Triestina | 3 – 0 | Torino | Stadio Comunale |

| Trieste 8 dicembre 1949 14ª giornata | Triestina | 2 – 0 | Venezia | Stadio Comunale |

| Genova 11 dicembre 1949 15ª giornata | Sampdoria | 3 – 1 | Triestina | Stadio Luigi Ferraris |

| Busto Arsizio 18 dicembre 1949 16ª giornata | Pro Patria | 0 – 0 | Triestina | Stadio Comunale |

| Trieste 26 dicembre 1949 17ª giornata | Triestina | 0 – 1 | Atalanta | Stadio Comunale |

| Trieste 1º gennaio 1950 18ª giornata | Triestina | 0 – 0 | Milan | Stadio Comunale |

| Genova 8 gennaio 1950 19ª giornata | Genoa | 6 – 2 | Triestina | Stadio Luigi Ferraris |

#### Girone di ritorno
| Trieste 15 gennaio 1950 20ª giornata | Triestina | 1 – 0 | Novara | Stadio Comunale |

| Trieste 22 gennaio 1950 21ª giornata | Triestina | 2 – 0 | Lucchese | Stadio Comunale |

| Firenze 29 gennaio 1950 22ª giornata | Fiorentina | 2 – 1 | Triestina | Stadio Comunale |

| Milano 5 febbraio 1950 23ª giornata | Inter | 6 – 1 | Triestina | Stadio San Siro |

| Trieste 12 febbraio 1950 24ª giornata | Triestina | 2 – 3 | Juventus | Stadio Comunale |

| Padova 19 febbraio 1950 25ª giornata | Padova | 0 – 1 | Triestina | Stadio Silvio Appiani |

| Trieste 23 febbraio 1950 26ª giornata | Triestina | 0 – 0 | Bologna | Stadio Comunale |

| Como 26 febbraio 1950 27ª giornata | Como | 3 – 1 | Triestina | Stadio Giuseppe Sinigaglia |

| Trieste 12 marzo 1950 28ª giornata | Triestina | 1 – 0 | Bari | Stadio Comunale |

| Roma 19 marzo 1950 29ª giornata | Roma | 0 – 0 | Triestina | Stadio Torino |

| Trieste 26 marzo 1950 30ª giornata | Triestina | 1 – 0 | Palermo | Stadio Comunale |

| Trieste 9 aprile 1950 31ª giornata | Triestina | 0 – 0 | Lazio | Stadio Comunale |

| Torino 16 aprile 1950 32ª giornata | Torino | 3 – 1 | Triestina | Stadio Filadelfia |

| Venezia 23 aprile 1950 33ª giornata | Venezia | 0 – 1 | Triestina | Stadio Pier Luigi Penzo |

| Trieste 30 aprile 1950 34ª giornata | Triestina | 3 – 2 | Sampdoria | Stadio Comunale |

| Trieste 7 maggio 1950 35ª giornata | Triestina | 2 – 2 | Pro Patria | Stadio Comunale |

| Bergamo 14 maggio 1950 36ª giornata | Atalanta | 0 – 1 | Triestina | Stadio Comunale |

| Milano 21 maggio 1950 37ª giornata | Milan | 5 – 2 | Triestina | Stadio San Siro |

| Trieste 28 maggio 1950 38ª giornata | Triestina | 3 – 0 | Genoa | Stadio Comunale |

## Statistiche

### Statistiche di squadra
| Competizione | Punti | In casa | In casa | In casa | In casa | In casa | In casa | In trasferta | In trasferta | In trasferta | In trasferta | In trasferta | In trasferta | Totale | Totale | Totale | Totale | Totale | Totale | DR |
| Competizione | Punti | G       | V       | N       | P       | Gf      | Gs      | G            | V            | N            | P            | Gf           | Gs           | G      | V      | N      | P      | Gf     | Gs     | DR |
| ------------ | ----- | ------- | ------- | ------- | ------- | ------- | ------- | ------------ | ------------ | ------------ | ------------ | ------------ | ------------ | ------ | ------ | ------ | ------ | ------ | ------ | -- |
| Serie A      | 40    | 19      | 9       | 8       | 2       | 30      | 16      | 19           | 5            | 4            | 10           | 20           | 43           | 38     | 14     | 12     | 12     | 50     | 59     | -9 |

### Statistiche dei giocatori
Nel computo dei gol realizzati si aggiungano 3 autoreti a favore.
| Giocatore      | Serie A  | Serie A |
| Giocatore      | Presenze | Reti    |
| -------------- | -------- | ------- |
| G. Cantoni     | 14       | -22     |
| A. Nuciari     | 22       | -36     |
| A. Vitti       | 2        | -1      |
| I. Blason      | 34       | 5       |
| P. Grosso      | 35       | 0       |
| E. Radio       | 7        | 0       |
| A. Sessa       | 36       | 0       |
| C. Zorzin      | 36       | 3       |
| F. Brandolisio | 7        | 0       |
| E. Giannini    | 22       | 0       |
| F. Petagna     | 32       | 2       |
| C. Presca      | 0        | 0       |
| G. Trevisan    | 34       | 6       |
| C. Adcock      | 17       | 4       |
| M. Begni       | 30       | 3       |
| E. Boscolo     | 18       | 9       |
| B. Ispiro      | 25       | 6       |
| P. Petrozzi    | 4        | 3       |
| S. Pison       | 10       | 2       |
| L. Rossetti    | 31       | 2       |
| G. Vecchiet    | 2        | 0       |